# Aeroportul Broadus
Aeroportul Broadus (IATA: BDX, FAA LID: 00F) este un aeroport din Montana, Statele Unite ale Americii ce deservește zona Broadus⁠(d). A fost numit după zona deservită.
Situat la o altitudine de 1.000 m, aeroportul dispune de 1 pistă.

## Infrastructură

### Piste
Aeroportul dispune de o singură pistă. Pista 10/28 are suprafața de asfalt și dimensiunile 4.400 picioare × 75 picioare. 